# 諱秘字
諱秘字是一個常出現在道教符籙或法器上的文字。諱指的是「名諱」，為尊長或所尊敬的人的名字。諱秘字之釋義多與大自然或神有關。諱秘字可見於陳仲達所著之《廣成儀制‧玉帝正朝》等書。

## 簡介
- 《金鎖流珠引‧卷十一‧說諸配天隱諱》：「太上老君曰：『諸天隱名真諱者，皆是九天帝君祖諱祖名也。常躡地紀，飛天網，皆須帶佩於左肘後……使行大法也。』」由上可知道教神諱秘字外延之廣、內涵之豐富，在道教中的重要性可見一斑。

- 《金鎖流珠引‧卷十一‧說諸配天隱諱》：「昔黃帝得道廣成君，教佩地九帝真諱，經過之處，神靈俱見，拜送伏迎，不敢為患，受驅使當直，後帝常行躡紀，得飛雲天。」可見道教神諱秘字由來已久矣。

目前所知的諱秘字，可見洪百堅–道教學術資訊網當中之「道教諱秘字專用造字集」。

## 構字
諱秘字的構造主為三種形式：
1. 字字合體：字與字之間的合體構造藝術。
2. 字形和合：字形與圖形之合體，包含陰陽圓融、渾然一體之和諧構造理念。
3. 形形相印：圖形與圖形間的組合，以達承前啟後、相互呼應、相得益彰之藝術效果。

## 讀音
| 字形 | 字構       | 讀音            | 偏旁釋義                                                 | 諱秘字字義 | 參考文獻             |
| ---- | ---------- | --------------- | -------------------------------------------------------- | ---------- | -------------------- |
|      | ⿱雨聻     | ㄐㄧˋ（jì）     | 鬼死為聻                                                 | 紫微諱     | [ 5 ] [ 6 ]          |
|      | ⿱雨炓     | ㄌㄧㄠˋ（liào） | 火光貌                                                   | 天罡隱名   | [ 7 ] [ 8 ]          |
|      | ⿱雨朒     | ㄋㄩˋ（nǜ）     | 農曆月初，月亮現於東方謂之朒；月底，月亮出現在西方謂之朓 | 太陰隱諱   | [ 9 ] [ 10 ]         |
|      | ⿱雨涁     | ㄕㄣˋ（shèn）   | 液體緩緩浸透或漏出                                       | 天官       | [ 11 ] [ 12 ]        |
|      | ⿱雨⿺鬼化 | ㄏㄨㄚˋ（huà）  | 神鬼的變化                                               | 青華諱     | [ 13 ] [ 14 ]        |
|      | ⿱雨       | ㄇㄧㄥˊ（míng） | 清代三合會專用字，用以代明字                             | 太清隱諱   | [ 15 ] [ 16 ]        |
|      | ⿱雨⿰火埶 | ㄖㄨㄛˋ（ruò）  | 同「爇」。焚燒                                           | 薩祖隱諱   | [ 17 ] [ 18 ] [ 19 ] |

## 現況
未被Unicode收錄，故現今無法用電腦打出。英國表意文字小組曾向Unicode提請過，但遭否決：
1. Unicode認為諱秘字是符號而非文字，該些字符應該是要用於文本中的文字而非符號，若將諱秘字也收錄，將超出表意文字小組的工作範疇。
2. 這些已知的諱秘字僅佔所有符籙符號中的一小部分，如對它們進行編碼，不就意味著所有符籙符號也要完全的數字化。
3. 綜觀歷史，諱秘字總是被一次性大量創造出來，新的諱秘字將無止境的出現，故為此些諱秘字進行大量的編碼，實為浪費公共資源。
4. 《辭海》：「用朱筆或墨筆在紙上畫成的似字非字的圖形。」、《中國符咒文化大觀》：「道符……儘管與文字相似，但還是『符』而不是『字』。」、《现代汉语词典》：「道士所畫的一種圖形或線條，聲稱能驅使鬼神、給人帶來禍福。」，以此些文獻作為諱秘字為符號而非文字之佐證。